# (1183) Jutta
(1183) Jutta – planetoida z pasa głównego asteroid okrążająca Słońce w ciągu 3 lat i 249 dni w średniej odległości 2,38 au. Została odkryta 22 lutego 1930 roku w Landessternwarte Heidelberg-Königstuhl w Heidelbergu przez Karla Reinmutha. Nazwa planetoidy została zaproponowana przez Gustava Stracke. Przed nadaniem nazwy planetoida nosiła oznaczenie tymczasowe (1183) 1930 DC.